# Luc Coene
Luc Coene (* 1. März 1947 in Gent, Ostflandern, Belgien; † 5. Januar 2017 ebenda) war ein belgischer Politiker der Open Vlaamse Liberalen en Democraten (Open VLD) und von 2011 bis 2015 Gouverneur der Belgischen Nationalbank.

## Biografie
Nach dem Schulbesuch studierte er Wirtschaftswissenschaft an der Universität Gent  und schloss dieses Studium mit einem Lizenziat ab. 1973 begann er seine berufliche Laufbahn bei der Belgischen Nationalbank und war dort zunächst Mitarbeiter im Informationsdienst der Studienabteilung. Anschließend war er von 1976 bis 1979 Mitarbeiter im Dienst für Internationale Abkommen der Auslandsabteilung der Nationalbank sowie zwischen 1979 und 1986 Assistent des belgischen Gouverneurs beim Internationalen Währungsfonds (IWF).
Zugleich war er 1985 zunächst Stellvertretender Kabinettschef von Finanzminister Frans Grootjans und danach von 1985 bis 1988 des damaligen Vizepremierministers und Haushaltsministers Guy Verhofstadt. Nach einer einjährigen Tätigkeit als Gaststudent beim IWF war er von 1989 bis 1992 Wirtschaftsberater bei der Generaldirektion II der Europäischen Kommission. Nach Beendigung dieser Tätigkeit kehrte er zur Belgischen Nationalbank zurück und war dort bis 1995 Berater.
1995 begann er seine politische Laufbahn als für die VLD zum Mitglied des Senats kooptiert wurde und diesem bis 1999 angehörte. Als Guy Verhofstadt am 12. Juli 1999 Premierminister wurde, ernannte dieser ihn bis 2003 zum Sekretär des Ministerrates. Zugleich war er zunächst Kabinettschef des Premierministers und danach zwischen 2001 und 2003 Vorsitzender des Direktionskomitees des Föderalen Öffentlichen Dienstes der Kanzlei des Premierministers.
Für seine Verdienste wurde er am 1. August 2003 mit dem Ehrentitel Staatsminister gewürdigt und war als solcher auch Mitglied des Kronrates.
Von 2003 bis 2009 war Luc Coene Vizegouverneur der Belgischen Nationalbank, zum 1. April 2011 wechselte er auf den Posten als Gouverneur.